# Ubuntu Font Family
Die Ubuntu Font Family ist eine Sammlung freier, vom Stil her zusammenpassender, serifenloser Schriftarten, die im Auftrag von Canonical entwickelt wurde.

## Varianten
Die Ubuntu Font Family ist mittlerweile eine Schriftsippe, die aus folgenden Komponenten besteht:
- der Schriftfamilie Ubuntu mit den Schnitten
  - Light und Light Italic
  - Regular und Regular Italic
  - Medium und Medium Italic
  - Bold und Bold Italic
- Familie Ubuntu Mono mit den Schnitten
  - Regular
  - Italic
  - Bold
  - Bold Italic
- Schriftart Ubuntu Condensed.

## Merkmale
Die Schriften liegen als TrueType mit OpenType-Merkmalen vor. Sie enthalten momentan etwa 1200 Glyphen und decken damit das erweiterte lateinische und kyrillische Alphabet sowie weite Teile des griechischen Alphabets ab. Sie enthalten manuell erstellte Hints für bessere Darstellung auf Monitoren.
Arabisch und Hebräisch sollten folgen und als Testversion in Ubuntu 16.04 (Xenial Xerus) (April 2016) erscheinen. Mit Stand Anfang 2023 ist jedoch weiterhin die Version 0.83 vom Juli 2015 aktuell, die diese Schriftsysteme noch nicht unterstützt.

## Verwendung
In der Linux-Distribution Ubuntu wird die Schriftfamilie Ubuntu ab Version 10.10 (2010) als Standard verwendet (Ubuntu-Paket ttf-ubuntu-font-family). Auch beim Ubuntu-Logo und anderen Ubuntu Markenzeichen kommt die Schriftart zum Einsatz. Die Ubuntu Font Family ist in den Google Fonts enthalten.